# Piscines Municipals Joan Serra
Les Piscines Municipals Joan Serra són un complex esportiu que es troba al sector de Sant Oleguer, al barri del Centre de Sabadell. Es van inaugurar el 24 de juliol de 2003 i deuen el nom al waterpolista sabadellenc Joan Serra i Llobet (1927–2015). Les instal·lacions inclouen una piscina climatitzada de 25 x 16,67 m, una piscina lúdica, sala de fitness, tres pistes de tennis, etc.